# シャンペン・シャワー
『シャンペン・シャワー』は、かわみなみによる日本のサッカー漫画作品。『LaLa』（白泉社）にて1983年10月号から1986年9月号まで連載された。単行本は、同社の花とゆめコミックスから全6巻。

## 概要
南米の架空の国エスペランサの首都ヴィトーリオ市のサッカークラブ「FCヴィトーリオ」に入団した若いアドルがチームメイトのジョゼ、ライバルクラブ「サルバドールFC」のマルロ、アンドレらとの交流のなかで成長していく過程が描かれている。タイトル名は勝利の美酒（シャンパンファイト）の意。
作者のかわみなみ自身がサッカーファンで日本国外のサッカー事情に詳しく、登場人物の多くは当時の実在の選手をモデルにしたものである。たとえばヴィトーリオは当時のブラジル代表がモデルであり、主将のディッコはジーコがモデルである、またサルバドールFCはイタリア代表、FCジェロムは西ドイツ代表の選手達がモデルとなっている。ただし人物の性格は独自の味付けが行われている。なお、作者は少女誌という媒体で当時の日本国内にはないプロサッカーリーグを舞台にした作品が連載ができた理由について「これといった理由が思い浮かばない」とした上で、「（自身が）何かに付けてサッカーの話題をしていた」ことや、「『キャプテン翼』の影響」などを挙げている。
サッカー界のシリアスな側面が描かれているが、その一方でサッカーやワールドカップに関心の無かった当時の読者に合わせるために、コメディーやギャグを主体とした作品となっている。同時期に少年誌で連載されていた『キャプテン翼』の影響でサッカー人気が拡大していたものの、少女誌で連載されているため試合描写を出来るだけ抑え、秘技と呼ばれるギャグを盛り込むなどサッカーを知らない読者に受け入れられるように配慮された。また、登場人物間のボーイズラブ的なきわどい関係をほのめかしつつ、次のコマではそれをナンセンスなギャグとして外す手法も特徴的である。
連載終了後には『ダイヤモンド・ガイ』と題したスピンオフ作品が『LaLa』（白泉社）1986年12月号から1987年1月号に連載された。若き日のマルロとアンドレの姿や八百長にまつわるサッカー界の裏事情が描かれている。これまで単行本化はされていなかったが、読者からの要望があり2006 FIFAワールドカップ開催前に文庫本として出版された。

## ストーリー
南米の国・エスペランサのサッカーリーグに所属するヴィトーリオは、新戦力としてジャングルの奥地からアドルをスカウト。当初は馴れないプロ選手としての生活に戸惑うこともあったアドルだが、持ち前の素直さで素早くチームに馴染んでいく。中堅選手の負傷を原因とする混乱で最下位に低迷していたヴィトーリオは、アドル加入の刺激とゲームメーカーのディッコ、変人ジョゼら主力選手との相乗効果により、連戦連勝の快進撃を始める。
サルバドールはヴィトーリオと入れ替わりで最下位となり、マルロはどんな手を使ってでも2部落ちを逃れようと、アンドレを巻き込んで謎のスパイ活動に奔走するが、アドルの父ダヴィッドの姿を見て我に返り、断念。優勝のかかったアイアス戦を控えて負けられないヴィトーリオと、リーグでの生き残りがかかっているサルバドール、ライバル同士の伝統の一戦は、激闘の末にヴィトーリオが制した。
リーグ戦最終節、ヴィトーリオはアイアスとの直接対決に挑むが、同点引き分けでも優勝という条件が油断につながり敗北。一方、サルバドールは多数の負傷者を出しながらも3位のジェロムを相手に大勝し、かろうじて1部リーグ残留を果たす。
シーズンを終えるとワールドカップ南米予選へ参加するためナショナルチームが招集されることになり、ヴィトーリオからはアドルやジョゼやディッコ、サルバドールからはマルロやアンドレらが選ばれる。ライフ監督の指揮の下、個性豊かな選手達は相手チームの仕掛けてくるさまざまな罠を奇想天外な秘技と機転でかわして勝利を収め、代表合宿ではスポンサーから課せられたサバイバル特訓を乗り越えて、徐々にチームワークが芽生えていく。予選終盤、欧州で活躍する名選手のゴードンを擁するポルトフィーネ代表との対決となり、相手に秘技をことごとく封じられ苦戦するが、マルロやアドルの捨て身のプレーもあり、ワールドカップ出場権を獲得する。
クラブでの2年目のシーズンを迎え、後輩もできて新人を脱したアドルはプロとしての自覚を新たにする。一方、マルロは怪我や新戦力の加入により戦力外通告を受ける。サルバドールから2部リーグのクラブへの移籍を打診されたマルロだが、首脳陣との交渉の末、あえて不慣れなポジションにコンバートされた上で出場し、チームの優勝に貢献するという条件を受け入れ、残留に望みをつなぐ。
リーグ戦最終節、優勝の行方はヴィトーリオとサルバドールとの直接対決となるが、ヴィトーリオが秘技の応酬を制して、アドルが決勝点を決め優勝を果たし、勝利の美酒（シャンペン・シャワー）を味わう。敗れたサルバドールはマルロの放出を決定するが、シーズンを通じた活躍により、マルロは自身の市場価値を高めることに成功。シーズンオフ、2部リーグには高価な買い物となった彼を巡って勃発した争奪戦を制したのはヴィトーリオだった。
それから15年後、ジョゼ、マルロ、アンドレはすでに引退し新たな人生を送っていた。そして33歳となったアドルが、ベテランの現役選手として活躍を続ける姿を描きつつ、物語は終わる。

## 登場人物

### FCヴィトーリオ
アドリアン・アレクシス
この物語の主人公。通称アドル。ポジションはフォワード（左ウィング）。5月25日生まれの18歳。身長176cm体重70kg。
ジャングルの奥地からやってきた少年。シーズン途中にFCヴィトーリオに入団するとゴールを量産し、下位を争っていたクラブを優勝争いへと導き、この活躍によりエスペランサ代表に選出される。
性格は明るく素直で、顔だけ見ると女の子の様に可愛いらしいが喧嘩早い面もある。バナナが主食。
ジョゼ・オスカル・ベルナルド
通称ジョゼ。ポジションはディフェンダー（センターバック）。6月20日生まれの28歳。身長185cm体重78kg。エスペランサ代表
普段は無表情かつ無口。容姿は誰もが認める美形だが、性格は天然を通り越してかなりの変人で奇行が目立つ。本人は何も考えていない。
暴走すると、周りの人間を踏みつける傾向があり、犠牲者が耐えない（「ジョゼの麦踏み」「踏み踏み地獄」と称される）。ルームメイトで後輩のアドルを可愛がっているのか、寝ている隙にコスプレや女装をさせて喜んでいる。
奇行癖の持ち主にも関わらず既婚者であり、妻は挨拶されたマルロが思わず叫ぶほどの美女。容姿のよく似た兄弟が大勢おり、ヴィトーリオ市の郊外にある大農場でクローンが大量生産されている。
引退後はヴィトーリオ市長に就任、秘書やボディガードを務める兄弟たちに囲まれ、エネルギッシュに活動中。

ディッコ
ポジションはミッドフィールダー。3月3日生まれの28歳。身長172cm体重69kg。既婚。
FCヴィトーリオとエスペランサ代表では主将を務める。
カリスマ性が高く、技術、サッカーセンス共に優れ選手の信頼も厚いが、右膝の怪我に苦しみ控えに回ることもある。
優しく丁寧な性格と優れた指導力により、たびたび小学校の先生に向いていると評されている。
モデルはジーコ。
リョウ 安藤（リョウ あんどう）
ポジションはディフェンダー（右サイドバック）。3月17日生まれの23歳。身長180cm体重72kg。
エスペランサ代表にも選ばれている攻撃的なサイドバック。日系とアラブ系とヨーロッパ系の血を引く。
ジュノー
ポジションはディフェンダー。26歳。エスペランサ代表。
アフロヘアーと髭面が特徴の選手だが、足の形の美しさは周知の事実らしい。

ビル・シャントリー
FCヴィトーリオ監督兼エスペランサ代表コーチ。42歳。身長177cm体重70kg。
選手の信頼が厚い。ジャングルの奥地からアドルを連れてきた人物。

### サルバドールFC
マルロ・タリオーニ
ポジションはミッドフィールダー。28歳。身長178cm体重68kg。通称マルちゃん。既婚。エスペランサ代表。
ハングリー精神が旺盛で、勝利の為なら手段を選ばない選手。荒っぽいファールや反則ギリギリの珍プレー（秘技）で相手を苦しめる。一方で体を張った献身的なプレーも得意とし、その信じられないタフさで一部の男性ファンに異常な人気がある。
後輩のアンドレを連れてライバルチームの偵察を頻繁に行い、女装することも厭わないが、なかなか成果に結びつかない。
サルバドールFCへの愛着は人一倍だが、若い頃にFCヴィトーリオの入団テストを受けた際、最終審査のランニングで後ろからスパートをかけたジョゼに踏みつけられ落選した苦い経験を持つ。料理が上手く、その絶品ぶりは独身時代に同居していたアンドレを太らせ、普段は仲の悪いジョゼまで感動させるほど。引退後はレストランやカフェなど数店を経営し、インタビュアーとしても活躍。
なお、姉や弟妹は年齢や性別によらず全員マルロと同じ顔、三人息子も全員マルロに生き写しである。

ちびマル
代表の試合でシエラサルド（架空の国家）に遠征した際、ジャングルで拾ったサルで、彼のマスコット的な存在。ジョゼが着ぐるみを着せたおかげで、マルロと酷似した容姿をしている。
アンドレ・ガブリエル・クレモン
ポジションはディフェンダー（左サイドバック）。23歳。身長178cm体重75kg。既婚。エスペランサ代表。
食品会社を経営する実業家の御曹司で、マルロに憧れてこの世界に入った。
何かと暴走しがちなマルロのストッパーであり突っ込み役だが、彼の強引な性格に振り回されがち。ハンサムで女性にもてるが、マルロの手料理のせいで増えた体重を、ほかならぬマルロに泣くまで弄られるなど苦労が耐えない。
ただしサッカー選手としては一目置かれており、褒められると喜びを隠せない。チームメイトから「体力絶倫男」と評されている。
引退後は愛妻との間に一女をもうけ、一族の関連会社を経営する実業家となっている。

ジャンルーカ
ポジションはミッドフィールダー。4月9日生まれの28歳。身長179cm体重73kg。エスペランサ代表。
サルバドールFCの古参選手の一人で、マルロの幼なじみ。アンドレが入団するまではマルロのお守り役だった。

ピエトロ
ポジションはフォワード。エスペランサ代表。手癖の悪さと、食い逃げで鍛えた俊足が武器の選手。

キャプテン
ポジションはGK。ものしずかで、パイプの手入れが趣味。

### FCジェロム
ロンメル
ポジションはフォワード。エスペランサ代表。
シェパード
ポジションはゴールキーパー。
走っている人間を見ると噛み付く癖がある。
フェリー兄弟
ポジションは2人ともディフェンダー。エスペランサ代表。
リット
ポジションはフォワード。犬好きで、よくシェパードの面倒を見ている。

### アイアス
ニールセンス
ポジションはミッドフィールダー。エスペランサ代表。
エンベル
ポジションはゴールキーパー。エスペランサ代表。

### ポルトフィーネ代表
ゴードン・スティングレイ
ポジションはミッドフィールダー。
イングランドの名門クラブでプレーするスター選手。相手の守備をいなして得点のチャンスを作り出す老獪さを併せ持ち、「しなやかなナイフ」や「キング」の異名で呼ばれている。ワールドカップ予選出場の為に急遽、代表に合流することになった。
コッペル
ポジションはゴールキーパー。ポルトフィーネの中心選手の一人。エスペランサ代表戦では相手の「秘技」シュートの数々を、再三にわたって防ぐ活躍を見せた。
サムソン
ポジションはフォワード。「小さな巨人」と呼ばれる、小器用で判断力の良い選手。エスペランサ代表戦では相手のお株を奪う秘技で得点機を演出した。

### その他
ダヴィッド・アレクシス
アドルの父親。 若い頃は有名なロック歌手だった。ジョゼやマルロも熱烈なファンで、代表チームを訪問した彼にサインをねだっている。
「愛に国境は無い、宗教もまた然り」がロック歌手時代に世界を回って得た結論だと語り、現在はジャングルの奥地で宣教師を名乗って活動中。
アドルのデビュー後は折に触れて面会に訪れ、じゃれ合いながらもプロとしての目標を持つようさりげなく諭すなど、良き父親である。
モデルのひとりはデヴィッド・ボウイ。
ジョー・ハンク・ライフ
エスペランサ代表監督。4月25日生まれの37歳。身長175cm体重67kg。選手時代は天才と呼ばれた名選手だった。
監督としては仕事上の筋を通すことを重視し、選手たちの個性を尊重するスタイルで、体調の調整法などもそれぞれに任せるなど自由度の高い裁量をとるが、悪意なくルール違反を犯したアドルをスタメンから外すなど厳しさを併せ持つ。代表選手達の現実離れした秘技の応酬、珍プレーの数々に頭を悩ませつつも、チームをワールドカップへと導いた。モデルはヨハン・クライフ。
ケイコ・タリオーニ
マルロの恋女房。いわゆるツンデレタイプ。マルロに妊娠をなかなか告げなかったため、疑念に苛まれたマルロは離婚を恐れ、自分らしい実力を発揮できない時期が続いてしまった。生まれたのはマルロにそっくりな男児の三つ子で、学、修二、季也と名付けられた。
リサ
アンドレの妻。マルロをかわいがる（からかう）のを楽しみとしている。アドルの恋愛のアドバイスをするなど、やさしくて面倒見もよいが、マルロに対する突っ込みが厳しい。女性にもてるアンドレの気を逸らさぬよう、メイクやファッションをコロコロ変えるため、友人たちからも会うたびに別人のようだと評されている。
ヘルムート・W・バーガー
俳優でアドルのファン。代表チームの専属カメラマンとなり、合宿所でのメンバーのありのままの姿を撮影することを楽しんでいる。妹想いの優しい兄で、アドルを気に入り、サフランとの仲がうまくいくよう祈っている。
ミドルネームのイニシャルと姓をもじって『ダブルバーガー』と呼ばれている。

サフラン
駆け出しの女優の卵でヘルムートの妹。新人であり、著名人を家族に持つなど似た立ち位置にいるアドルと互いに興味を抱き合い、魅かれていく一方で、自分を振り回す恋人をあきらめきれないでいる。
ライヒマン
エスペランサ一の大富豪で、財界の首領。エスペランサ代表にも出資を行っている。
「金も出すが、口も出す」が信条の厄介な老人。「私の生きている間にワールドカップへ出場してくれ」と懇願するが10年前から同じことを言っている。

## 書誌情報
- かわみなみ『シャンペン・シャワー』白泉社〈花とゆめCOMICS〉、全6巻
  1. 1984年4月24日初版発行、ISBN 4-592-11581-3
  2. 1984年12月25日初版発行、ISBN 4-592-11582-1
  3. 1985年4月25日初版発行、ISBN 4-592-11583-X
  4. 1985年11月25日初版発行、ISBN 4-592-11584-8
  5. 1986年4月25日初版発行、ISBN 4-592-11585-6
  6. 1986年10月25日初版発行、ISBN 4-592-11586-4
- かわみなみ『シャンペン・シャワー』白泉社〈白泉社文庫〉、全3巻
  1. 2002年3月20日初版発行、ISBN 4-592-88168-0
  2. 2002年3月20日初版発行、ISBN 4-592-88169-9
  3. 2002年3月20日初版発行、ISBN 4-592-88170-2
- かわみなみ『ダイヤモンド・ガイ』白泉社〈白泉社文庫〉、全1巻
  1. 2006年5月17日初版発行、ISBN 4-592-88630-5

## イメージアルバム
ワーナーパイオニアのイメージカプセルシリーズから1986年10月25日発売。園部和範が作詞、田中公平が作曲と編曲を担当。
1. KICK OFF BOY（歌：佐久間レイ）
2. 告白〜愛しのジョゼ（歌：笠原弘子）
3. タンゴ・デ・グレタマルロ（歌：戸田恵子）
4. ファイター
5. スーパー・エスペランサ・ブラザーズ〜魔境の激闘
6. 背中が泣いている（歌：戸田恵子）
7. 組曲“大特訓”
8. My Honesty Love（歌：佐久間レイ）
9. BIG GAME〜ゴールをめざせ
10. BANZAI! シャンペン・シャワー〜We Are The Kick off Boys（歌：六本木これっきりコーラス隊）